# Kattumannarkoil
Kattumannarkoil es una ciudad y nagar Panchayat situada en el distrito de Cuddalore en el estado de Tamil Nadu (India). Su población es de 27294 habitantes (2011). Se encuentra a 63 km de Cuddalore.

## Demografía
Según el censo de 2011 la población de Kattumannarkoil era de 27294 habitantes, de los cuales 13749 eran hombres y 13545 eran mujeres. Kattumannarkoil tiene una tasa media de alfabetización del 86,04%, superior a la media estatal del 80,09%: la alfabetización masculina es del 91,21%, y la alfabetización femenina del 80,79%.